# Frank Leslie Jones
Frank Leslie Jones je bivši američki trener hokeja na travi iz Venture. 
Bio je trenerom predstavništva SAD-a koje je sudjelovalo na hokejaškom turniru na OI 1932. u Los Angelesu. SAD su izgubile obje utakmice. Osvojile su broncu. 
Bio je trenerom sastava predstavništva SAD-a koje je sudjelovalo na hokejaškom turniru na OI 1936. u Berlinu. SAD su izgubile sve 3 utakmice u prvom krugu, u skupini "A". Zauzele su posljednje, 11. mjesto. 